# European Women’s Hockey League
Die European Women’s Hockey League (kurz EWHL; bis 2019 Elite Women’s Hockey League) ist eine multinationale Fraueneishockeyliga, die im Jahr 2004 von der Internationalen Eishockey-Föderation IIHF nach dem Vorbild der Interliga gegründet wurde und deren Teilnehmerländer vornehmlich in Mitteleuropa liegen.
Seit 2011 besteht mit dem EWHL Euro Cup (bis 2024 EWHL Super Cup) ein weiterer Wettbewerb, an dem Clubs der EWHL, der deutschen Fraueneishockey-Bundesliga und bis 2016 der Schweizer Meister teilnahmen.

## Geschichte

Logo der EWHL bis 2019

Die gemeinsame Organisation der EWHL und der österreichischen Dameneishockey-Bundesliga spiegelte sich in Logos der Ligen wider

Die Liga wurde im Jahr 2004 von der Internationalen Eishockey-Föderation IIHF nach dem Vorbild der Interliga, einer multinationalen Liga im Herreneishockey, gegründet. In ihre erste Saison startete mit acht Teilnehmern aus den Ländern Österreich, Italien, Ungarn und Slowenien. Alleine Österreich, die die EWHL-Spiele von Beginn an in den Wettbewerb der nationalen Meisterschaft integrierten, stellte die Hälfte der Teilnehmer. So sicherte sich mit dem EHV Sabres Wien auch ein österreichischer Klub den ersten Meistertitel.
In den folgenden drei Jahren stießen weitere Mannschaften aus anderen mitteleuropäischen Ländern hinzu. Mit dem Beitritt der Slowakei zur Saison 2005/06, Kroatien zur Spielzeit 2006/07 und Tschechien zum Spieljahr 2007/08 stieg die Anzahl der Teilnehmerländer innerhalb von drei Jahren auf sieben. Damit verbunden war auch ein Anstieg der Teilnehmerzahl, die in der Saison 2006/07 ihren Höchststand mit zwölf Mannschaften erreichte. Die Meistertitel zwischen 2006 und 2009 teilten sich der HC Slovan Bratislava aus der Slowakei und der HC Slavia Prag aus Tschechien.
Ab der Saison 2008/09 waren die Teilnehmerzahlen stark rückläufig, obgleich Deutschland erstmals mit zwei Mannschaften im Wettbewerb vertreten war. In der folgenden Spielzeit gewann mit dem ESC Planegg/Würmtal auch erstmals ein deutsches Team den Titel. Mit nur sechs Teilnehmern, die sich allerdings auf fünf Länder verteilten, erreichte die Liga einen Tiefstand diesbezüglich. Zum Spieljahr 2010/11 steigerte sich die Teilnehmerzahl wieder auf acht. Unter den neuen Teams befand sich die niederländische Frauennationalmannschaft. Die Meisterschaft gewann der EHV Sabres Wien, sieben Jahre nach seinem ersten Titelgewinn.
Hatte bis 2019 der österreichische Eishockeyverband die Liga organisiert und durchgeführt, übernahm zur Saison 2019/20 der ungarische Verband diese Funktionen. Um die Stellung des Wettbewerbs im europäischen Frauen-Eishockey zu verdeutlichen, wurde die Liga zudem in European Women’s Hockey League umbenannt.

## Modus
In der Regel wird der Wettbewerb im Ligasystem durchgeführt, wodurch die Mannschaften in einer Vor- und Rückrunde den Meister ermittelten. Für einen Sieg erhält eine Mannschaft drei Punkte, bei einem Sieg nach Verlängerung zwei Punkte. Die unterlegene Mannschaft erhielt nach der regulären Spielzeit keine Punkte, bei einer Niederlage nach Verlängerung jedoch einen Punkt.
Einzig in der Saison 2005/06 spielten die Teams zunächst in zwei Divisionen eine Qualifikation und anschließend in einer Playoff-Runde den Meister aus. In der Spielzeit 2010/11 wurde ein ähnlicher Modus verfolgt. Nach einer Qualifikationsrunde ermittelten die vier besten Teams in einem zweitägigen Finalturnier den Meister.

## Meister
| Saison  | Meister              | Teilnehmer | Teilnehmer- länder | Teilnehmende Mannschaften aus  | Teilnehmende Mannschaften aus                                                                  | Teilnehmende Mannschaften aus |
| Saison  | Meister              | Teilnehmer | Teilnehmer- länder | Deutschland                    | Österreich                                                                                     | Schweiz                       |
| ------- | -------------------- | ---------- | ------------------ | ------------------------------ | ---------------------------------------------------------------------------------------------- | ----------------------------- |
| 2004    | EHV Sabres Wien      | 8          | 4                  | –                              | DEC Dragons Klagenfurt EC The Ravens Salzburg Vienna Flyers EHV Sabres Wien                    | –                             |
| 2005/06 | HC Slovan Bratislava | 11         | 5                  | –                              | DEC Dragons Klagenfurt EC The Ravens Salzburg Vienna Flyers EHV Sabres Wien                    | –                             |
| 2006/07 | HC Slovan Bratislava | 12         | 6                  | –                              | DEC Dragons Klagenfurt EC The Ravens Salzburg Vienna Flyers EHV Sabres Wien                    | –                             |
| 2007/08 | HC Slavia Prag       | 11         | 7                  | –                              | EC The Ravens Salzburg Vienna Flyers EHV Sabres Wien                                           | –                             |
| 2008/09 | HC Slavia Prag       | 9          | 7                  | OSC Berlin ESC Planegg/Würmtal | EC The Ravens Salzburg SG Sabres/Flyers United Wien                                            | –                             |
| 2009/10 | ESC Planegg/Würmtal  | 6          | 5                  | ESC Planegg/Würmtal            | EC The Ravens Salzburg EHV Sabres Wien                                                         | –                             |
| 2010/11 | EHV Sabres Wien      | 8          | 5                  | ESC Planegg/Würmtal            | DEC Salzburg Eagles Vienna Flyers EHV Sabres Wien                                              | –                             |
| 2011/12 | EHV Sabres Wien      | 9          | 6                  | OSC Berlin ESC Planegg/Würmtal | DEC Salzburg Eagles Vienna Flyers EHV Sabres Wien                                              | ZSC Lions Frauen              |
| 2012/13 | HK Pantera Minsk     | 6          | 4                  | –                              | DEC Salzburg Eagles Vienna Flyers EHV Sabres Wien                                              | –                             |
| 2013/14 | EV Bozen Eagles      | 7          | 4                  | –                              | DEC Salzburg Eagles Vienna Flyers EHV Sabres Wien Neuberg Highlanders                          | –                             |
| 2014/15 | EHV Sabres Wien      | 6          | 4                  | –                              | EHV Sabres Wien DEC Salzburg Eagles Neuberg Highlanders                                        | –                             |
| 2015/16 | EHV Sabres Wien      | 7          | 5                  | –                              | EHV Sabres Wien DEC Salzburg Eagles Neuberg Highlanders                                        | –                             |
| 2016/17 | EV Bozen Eagles      | 8          | 5                  | –                              | EHV Sabres Wien DEC Salzburg Eagles Neuberg Highlanders LLZ Kärnten/Slowenien „Southern Stars“ | –                             |
| 2017/18 | EHV Sabres Wien      | 9          | 7                  | –                              | EHV Sabres Wien DEC Salzburg Eagles Neuberg Highlanders LLZ Kärnten/Slowenien „Southern Stars“ | –                             |
| 2018/19 | KMH Budapest         | 9          | 5                  | –                              | EHV Sabres Wien DEC Salzburg Eagles Neuberg Highlanders KEHV Lakers                            | –                             |
| 2019/20 | KMH Budapest         | 10         | 7                  | –                              | EHV Sabres Wien DEC Salzburg Eagles KEHV Lakers                                                | –                             |
| 2020/21 | KMH Budapest         | 9          | 6                  | –                              | EHV Sabres Wien DEC Salzburg Eagles KEHV Lakers                                                | –                             |
| 2021/22 | HK Budapest          | 11         | 6                  | –                              | EHV Sabres Wien DEC Salzburg Eagles KEHV Lakers Neuberg Highlanders                            | –                             |
| 2022/23 | HK Budapest          | 10         | 6                  | –                              | DEC Salzburg Eagles KEHV Lakers Neuberg Highlanders                                            | –                             |
| 2023/24 | ŠKP Bratislava       | 12         | 6                  | –                              | DEC Salzburg Eagles KEHV Lakers Neuberg Highlanders EC Graz Huskies SKN Sabres St. Pölten      | –                             |
| 2024/25 | Aisulu Almaty        | 11         | 6                  | –                              | DEC Salzburg Eagles Lakers Kärnten KSV Highlanders EC Graz Huskies Sabres St. Pölten           | –                             |